# Lingue sudaniche centrali
Le Lingue sudaniche centrali sono uno dei rami della famiglia linguistica delle Lingue nilo-sahariane.

## Classificazione
La classificazione delle lingue sudaniche centrali può essere così rappresentata.
Si tenga presente che non tutti gli studiosi concordano sulle lingue che ne fanno parte e sui raggruppamenti interni, questa è la classificazione proposta da ethnologue, che inserisce in questa famiglia 64 lingue:

## Lista delle lingue
- Lingue sudaniche centro-occidentali (42)
  - Lingue Kresh (2)
  - Lingue Bongo-Bagirmi (40)
    - Lingue Bongo-Baka (8)
    - Lingue Kara (3)
    - Lingue Sara-Bagirmi (28)
    - Lingua sinyar [sys] [Ciad]
      - Lingua fongoro [fgr] [Ciad]
- Lingue sudaniche centro-orientali (22) 
  - Lingue mangbetu (3)
  - Lingue mangbutu-efe (7)
  - Lingue lendu (2)
  - Lingue moru-madi (10)

(tra parentesi tonda il numero di lingue che formano i vari sottogruppi) 
[tra parentesi quadre, per le lingue isolate, in corsivo, il codice linguistico internazionale e la nazione in cui sono parlate]